# Architettura dell'informazione
L'architettura dell'informazione (IA, acronimo dell'inglese Information Architecture) è l'organizzazione logica e semantica dell'informazione all'interno di qualunque spazio informativo complesso, sia fisico sia digitale. In altre parole, l'architettura dell'informazione riguarda il modo in cui informazioni, documenti, beni e servizi sono organizzati all'interno di spazi complessi per favorire il wayfinding ("orientamento"), la findability (lett. trovabilità dell'informazione), l'usabilità e la comprensibilità dell'informazione stessa.
In realtà è difficile dare una definizione univoca dell'architettura dell'informazione, dato il carattere interdisciplinare di questo campo professionale e di ricerca. L'architettura dell'informazione si riferisce infatti sia al processo di design di ambienti informativi complessi (alla disciplina, per così dire), sia all'oggetto della disciplina stessa, cioè alla struttura che risulta dal processo di progettazione. Un'ulteriore difficoltà a fornire una definizione univoca di architettura dell'informazione è data dal fatto che, più che una disciplina a sé stante, essa è un sapere di confine che attinge a numerose discipline e campi di ricerca: architettura, biblioteconomia, scienze dell'informazione, scienze cognitive, linguistica, human-computer interaction, usabilità – per citare solo i più rilevanti.
È tuttora in atto un processo per dare una sistemazione teorica e accademica all'architettura dell'informazione, attraverso tavoli di lavoro, eventi e pubblicazioni che vedono coinvolti sia attori del mondo aziendale, sia esponenti del mondo accademico.

## Definizione
Dell'architettura dell'informazione sono state date via via varie definizioni, più generali (cioè non legate essenzialmente al digitale) o più specifiche (riferite al web). Queste sono quelle riportate nella quarta edizione del libro Information Architecture, considerato il testo di riferimento nel settore:
1. Il design strutturale di ambienti informativi condivisi.
2. La sintesi dei sistemi di organizzazione, labeling ("etichettatura, metadatazione"), ricerca e navigazione all'interno di ecosistemi digitali, fisici o cross-canali.
3. L'arte e la scienza di modellare prodotti ed esperienze per favorire l'usabilità, la findability, e la comprensione.
4. Una disciplina e una comunità di pratica emergenti intente a trasportare i principi dell'architettura e del design nello scenario digitale.

Come si vede, soltanto le ultime due definizioni fanno esplicito riferimento al web o alla sfera digitale. Infatti, ubiquitous computing, internet of things e dispositivi mobili hanno reso ormai internet sempre più pervasivo, presente quindi in una quantità sempre più ampia di oggetti e ambienti quotidiani. Ciò ha reso i confini tra online e offline, fisico e digitale sempre più labili: ecco il motivo per cui la prima definizione parla di ambienti informativi condivisi in generale.
In uno scenario complesso in cui fisico e digitale tendono a compenetrarsi, e in cui la nostra interazione con l'informazione avviene spesso attraverso l'uso anche simultaneo di più media e dispositivi, "gli architetti dell'informazione non si limitano a progettare singoli spazi informativi (come ad esempio siti web, software, applicazioni, intranet), ma affrontano anche l'integrazione di molteplici spazi informativi che comprendono tutti i canali, le modalità e le piattaforme. Non solo organizzano le informazioni, ma semplificano anche le informazioni per una migliore comprensione. L'obiettivo di un progetto di architettura dell'informazione, inoltre, non è solo quello di aiutare le persone a trovare le informazioni, ma anche a gestirle e utilizzarle".

### Il dibattito "Big-IA vs Little IA"
La difficoltà di stabilire una definizione comune di "architettura dell'informazione" deriva dall'esistenza del termine in più campi. Nel campo della progettazione di sistemi, ad esempio, l'architettura dell'informazione è la parte dell'architettura aziendale che ha a che fare con la componente informativa dell'azienda, quando se ne descrive la struttura.
Mentre la definizione di architettura dell'informazione è relativamente consolidata nel campo della progettazione dei sistemi, è molto più discutibile nel contesto digitale. Andrew Dillon parla a questo riguardo del "dibattito Big IA vs Little IA". Dal punto di vista della "little IA", l'architettura dell'informazione è essenzialmente l'applicazione della biblioteconomia e delle scienze dell'informazione alla progettazione web; essa prende in considerazione, ad esempio, le questioni della classificazione e del recupero delle informazioni. Dal punto di vista della "big IA", l'architettura dell'informazione non si limita all'organizzazione di un sito web, ma comprende anche la user experience, l'usabilità, l'information design. In particolare, nello scenario attuale di convergenza tra fisico e digitale, la "big IA" abbraccia una visione ancora più ampia dell'architettura dell'informazione, intesa non più come progettazione di singoli artefatti (siti, software, app ecc.) ma come progettazione di interi ecosistemi informativi, cioè di sistemi complessi che abbracciano più media, canali, dispositivi.

## Storia
La parola “architettura” associata a “informazione” appare già nel 1970, anno in cui allo Xerox Palo Alto Research Center (PARC) fu creato un gruppo di ricerca per favorire “l'architettura dell'informazione” (the architecture of information). Il gruppo di ricerca ha dato importanti contributi nell'ambito dell'interazione uomo-computer, creando fra l'altro il primo personal computer con un'interfaccia amichevole, la stampa laser, il primo editor di testo WYSIWYG. Nel 1976, Richard Saul Wurman usò il termine “architettura dell'informazione” (The Architecture of Information) nel suo intervento alla conferenza dell'American Institute of Architecture. Ancora Wurman, nel 1996, pubblica il libro Information Architects. Nel 1998 esce la prima edizione del libro di Rosenfeld e Morville, Information Architecture for the World Wide Web, destinato a diventare il punto di riferimento nel settore. Queste le tappe principali che hanno portato l'architettura dell'informazione ad affermarsi come un campo di ricerca e una professione autonomi.
Nell'evoluzione dell'architettura dell'informazione dalle origini ad oggi, possiamo individuare quattro fasi principali.
1. Nella prima fase, che va grosso modo dagli anni ‘70 agli anni '80, l'architettura dell'informazione è vista essenzialmente come information design, cioè come disposizione e organizzazione soprattutto visuale dell'informazione, con l'obiettivo di favorire chiarezza, orientamento (wayfinding) e comprensibilità. È la fase che ha in Wurman il suo fulcro.
2. Nella seconda fase, dagli anni '80 agli anni '90, il concetto di architettura dell'informazione è legato soprattutto ai sistemi informativi, cioè all'organizzazione e alla gestione dell'informazione in ambito aziendale.
3. Nella terza fase, dagli anni '90 al 2000 e oltre, caratterizzata dall'esplosione del web, l'architettura dell'informazione si afferma come pratica legata all'organizzazione e all'etichettatura dei contenuti all'interno dei siti web. È la fase che ha il suo fulcro in Rosenfeld e Morville.
4. Nella quarta fase, dal 2010 a oggi, l'architettura dell'informazione si proietta oltre il web e la progettazione di singoli ambienti (sito web, app ecc.). Con l'avvento dell'ubiquitous computing e dell'internet delle cose, e lo sfumare dei confini tra fisico e digitale[5], l'architettura dell'informazione diviene pervasiva[8], progettazione di sistemi complessi che abbracciano più media, canali, dispositivi.

## Conferenze legate all'architettura dell'informazione

### Summit italiano di architettura dell'informazione
In Italia, a partire dal 2005, si tiene annualmente il Summit Italiano di Architettura dell'informazione, un evento pensato come punto di ritrovo della comunità degli architetti dell'informazione italiani. L'obiettivo del summit è favorire la crescita di un gruppo interessato alla pratica, allo studio e alla diffusione dell'architettura dell'informazione, con uno sguardo a quanto avviene in Europa e nel mondo, e sostenendo l'interazione tra università, aziende e professionisti.

### Europe's Information Architecture Conference (EuroIA)
A partire dal 2005 ha preso avvio la Europe's Information Architecture Conference, un appuntamento che si tiene ogni anno in una diversa città europea (la prima edizione è stata a Bruxelles). Scopo dell'incontro è creare una comunità di pratica a livello paneuropeo, attraverso la quale condividere esperienze relative all'architettura dell'informazione e consolidare le basi della disciplina. Un obiettivo è anche quello di offrire uno spazio di confronto fra mondo accademico e della ricerca e mercato della professione.
Fin dalle prime edizioni, la comunità italiana degli architetti dell'informazione ha svolto un ruolo particolarmente attivo in questo incontro, contribuendo sia sul piano dell'organizzazione sia su quello della partecipazione .

### Information Architecture Conference
La Information Architecture Conference è il maggiore evento a livello internazionale sul tema dell'architettura dell'informazione. A partire dal 2000 (anno della prima edizione), la IA Conference è il punto di riferimento sia per i professionisti sia per gli accademici che vogliano confrontarsi col tema della progettazione di ambienti complessi, caratterizzati da una sovrabbondanza d'informazione.

### World Information Architecture Day
Il World Information Architecture Day è un evento che si celebra ogni anno, nello stesso giorno, contemporaneamente in numerose città del mondo, attraverso conferenze, workshop e iniziative di vario tipo. La prima edizione è stata nel 2012. Lo scopo dell'evento è promuovere la crescita dell'architettura dell'informazione all'interno delle comunità locali, e favorire il confronto e il dibattito anche fra figure o settori professionali eterogenei che tuttavia, in vario modo, intersecano l'architettura dell'informazione.

## Associazioni professionali non profit

### Architecta - Società italiana di architettura dell'informazione
Architecta è un'associazione non profit che promuove la conoscenza, la diffusione e la crescita dell'architettura dell'informazione in Italia. L'associazione si propone come punto di attrazione e sviluppo di saperi ed esperienze diverse, e come spazio di incontro per professionisti, studenti, organizzazioni e aziende che vogliano collaborare e confrontarsi sui temi dell'architettura dell'informazione.
Dal 2009 Architecta organizza il Summit italiano di architettura dell'informazione, patrocina il World Information Architecture Day in Italia, e promuove numerose iniziative formative sui temi dell'architettura dell'informazione e dello user experience design.

### Information Architecture Institute
L'Information Architecture Institute è l'associazione non profit mondiale degli architetti dell'informazione, che dal 2002 (anno di fondazione) si è dedicata alla diffusione e allo sviluppo dell'architettura dell'informazione. Come entità giuridica, l'associazione si è sciolta nel 2019; pur non essendo più un'entità giuridica, l'associazione continua la propria missione di rendere le informazioni più chiare e facili da usare. Dal 2002 ha organizzato la l'Information Architecture Summit (ora Information Architecture Conference).

### In italiano
- Federico Badaloni, Progettazione funzionale: Design collaborativo per prodotti e servizi digitali, 2020. ISBN 979-8637200320.
- Laura Caprio e Beatrice Ghiglione, Information architecture, Tecniche Nuove, 2003. ISBN 88-481-1516-0.
- Claudio Gnoli, Vittorio Marino e Luca Rosati,  Organizzare la conoscenza: Dalle biblioteche all'architettura dell'informazione per il Web, Tecniche Nuove, 2006. ISBN 88-481-1849-6.
- Luca Rosati, Architettura dell'informazione. Guida alla trovabilità dagli oggetti quotidiani al Web, Apogeo, 2018. ISBN 9788850334599.
- Luca Rosati, Sense-making. Organizzare il mare dell'informazione e creare valore con le persone, UXUniversity edizioni, 2019. ISBN 9788894166446.

### In inglese
- Wei Ding, Xia Lin, Information Architecture: The Design and Integration of Information Spaces. 2nd Ed., Morgan and Claypool Publishers, 2017. ISBN 9781627059763
- Peter Morville, Ambient Findability: What We Find Changes Who We Become, O'Reilly Media, 2005. ISBN 9780596007652.
- Donna Spencer, A Practical Guide to Information Architecture, Five Simple Steps, 2010. ISBN 095617406X.
- Andrea Resmini, Luca Rosati, Pervasive Information Architecture: Designing Cross-Channel User Experiences, Morgan Kaufmann, 2011. ISBN 978-0-12-382094-5.
- Andrea Resmini (Ed.), Reframing Information Architecture, Springer, 2014. ISBN 978-3-319-38088-9.
- Louis Rosenfeld, Peter Morville e Jorge Arango, Information Architecture: For the Web and Beyond, O'Reilly, 2015. ISBN 978-1491911686.

### Guide introduttive
- Architettura dell'informazione, Architecta - Società italiana di architettura dell'informazione
- Linee guida di design per i servizi web della Pubblica Amministrazione, AGID - Agenzia per l'Italia Digitale
- Guida Architettura dell'informazione, su webdesign.html.it (archiviato dall'url originale il 15 luglio 2007).
- Guida all'architettura dell'informazione, su lucarosati.it.